# Вадим Рибачук
Вадим Рибачук (10 жовтня 1986, Коростень, Житомирська область, Україна) — український письменник, журналіст та психолог.

## Життєпис
Народився 10 жовтня 1986 в м. Коростень Житомирської області.
Жовтень 2004 — закінчив курс "Журналістика" Європейської школи кореспондентської освіти.
2017 — закінчив Міжрегіональну академію управління персоналом. Освітній рівень: Доктор філософії в галузі психології.
Член ГО "Східноукраїнська асоціація арт-терапії" (2019).
Тренінги та сертифікати:
- VII Міжнародний фестиваль метафор, метафоричних карт та психологічних практик "МАКсимум"[3] (березень, 2019).

- Перший Міжнародний форум практичної психосоматики "ART-PRAKTIK Soma"[4] (квітень, 2019).
- Тренінг Всеукраїнської Тренінгової компанії "Основа"[5] та Східноукраїнської асоціації арт-терапії "Основи використання метафоричних асоціативних картинок в роботі з клієнтами" (вересень, 2018).
- III Міжнародна науково-практична конференція "Українська наука: проблеми сьогодення та перспективи розвитку"[6] (липень, 2016).
- Тренінг "Створення позитивного соціально-психологічного клімату в колективі, в якому працюють люди з особливими потребами" (вересень, 2015).
- III Міжнародний фестиваль арт-коучінгу "Літай"[7] (жовтень, 2018).
- Тренінг "Гештальт-І ступінь" (червень, 2010).
- Тренінг "Арт-терапія - вступ до основного ступіню" (березень, 2010).
- Тренінг "Робота з дітьми та підлітками" (травень, 2010).

## Діяльність
2003 – 2005 — Позаштатний кореспондент газети «Вечірній Коростень».
2011 – 2015 — Практичний психолог в Центрі трудової реабілітації РВ-інвалідів м. Києва.

## Творчий доробок

### Наукові статті у всеукраїнських та міжнародних виданнях
- Рибачук В.М. Психологічні особливості чинників агресивності у старшому підлітковому віці// Проблеми сучасної педагогічної освіти. - 2014.- Вип. 44.- Ч.2. - С.336-345. (Кримський гуманітарний університет).
- Рибачук В.М. Особливості прояву агресивної поведінки у підлітковому віці// Педагогічний процес: теорія і практика. - Вип. 1-2 (46-47).- 2015.- С. 147 - 151. (Київський університет імені Бориса Грінченка, Благодійний фонд імені Антона Макаренка)..
- Рибачук В.М. Психологічні особливості агресивних проявів особистості у старшому підлітковому віці// "Українська наука: проблеми сьогодення та перспективи розвитку"./ Матеріали III Міжнародної науково-практичної конференції (липень, 2016 р.).- С. 72 - 81.- (НАН України, Ін-т освітньої та молодіжної політики) [Архівовано 13 травня 2019 у Wayback Machine.].

Починаючи з 2002 друкується на соціальну, політичну та літературну тематику в періодичних виданнях, серед яких газети: «Порадниця», «Іскоростень», «Древлянський край», «Вечірній Коростень», «Гарний настрій».

### Публікації в альманахах
- «Просто так» (2004).
- "Скіфія 2018 – Осінь"[12].
- "Скіфія 2018 - Зима"[13].
- "Різдво приходить зі снігом" (2019).
- "АНТОЛОГІЯ сучасної новелістики та лірики України"[14] (2018 р.).
- "Моя творчість для тебе" (2019).

Видав збірку поезій «Я мушу мовчати» (2018).

### Участь у конкурсах та фестивалях
Переможець в номінації «Поезія» на Першому національному телеканалі, учасник телепередачі «Зірки, на сцену!» (2002).
Переможець поетичного радіо-конкурсу "Старшокласник" Української національної радіокомпанії (2001).
Учасник Всеукраїнського літературно-мистецького фестивалю "Просто так" (Коростень, 2002-2004), а також мистецького проекту "Творчий ковчег" Національної спілки письменників України.